# 977
Раннє Середньовіччя  •  Епоха вікінгів  •  Золота доба ісламу  •  Реконкіста

## Геополітична ситуація
Візантію очолює Василій II Болгаробійця. Оттон II Рудий править у Священній Римській імперії.
Західним Франкським королівством править, принаймні формально, Лотар.
Апеннінський півострів розділений між численними державами: північ належить Священній Римській імперії,  середню частину займає Папська область, на південь від Римської області  лежать невеликі незалежні герцогства, деякі області на півночі та на півдні належать Візантії, інші окупували сарацини. Південь Піренейського півострова займає Кордовський халіфат, у якому триває правління Хішама II. Північну частину півострова займають королівство Астурія і королівство Галісія та королівство Леон, де править Раміро III.
Королівство Англія очолює Едуард Мученик.
У Київській Русі триває правління Ярополка Святославича. У Польщі править Мешко I.  Перше Болгарське царство частково захоплене Візантією, в іншій частині править цар Самуїл. У Хорватії править король Степан Држислав.  Великим князем мадярів є Геза.
Аббасидський халіфат очолює ат-Таї, в Єгипті владу утримують Фатіміди, в Середній Азії — Саманіди, починається становлення держави Газневідів. У Китаї продовжується правління династії Сун. Значними державами Індії є Пала, Пратіхара, Чола. В Японії триває період Хей'ан.

## Події

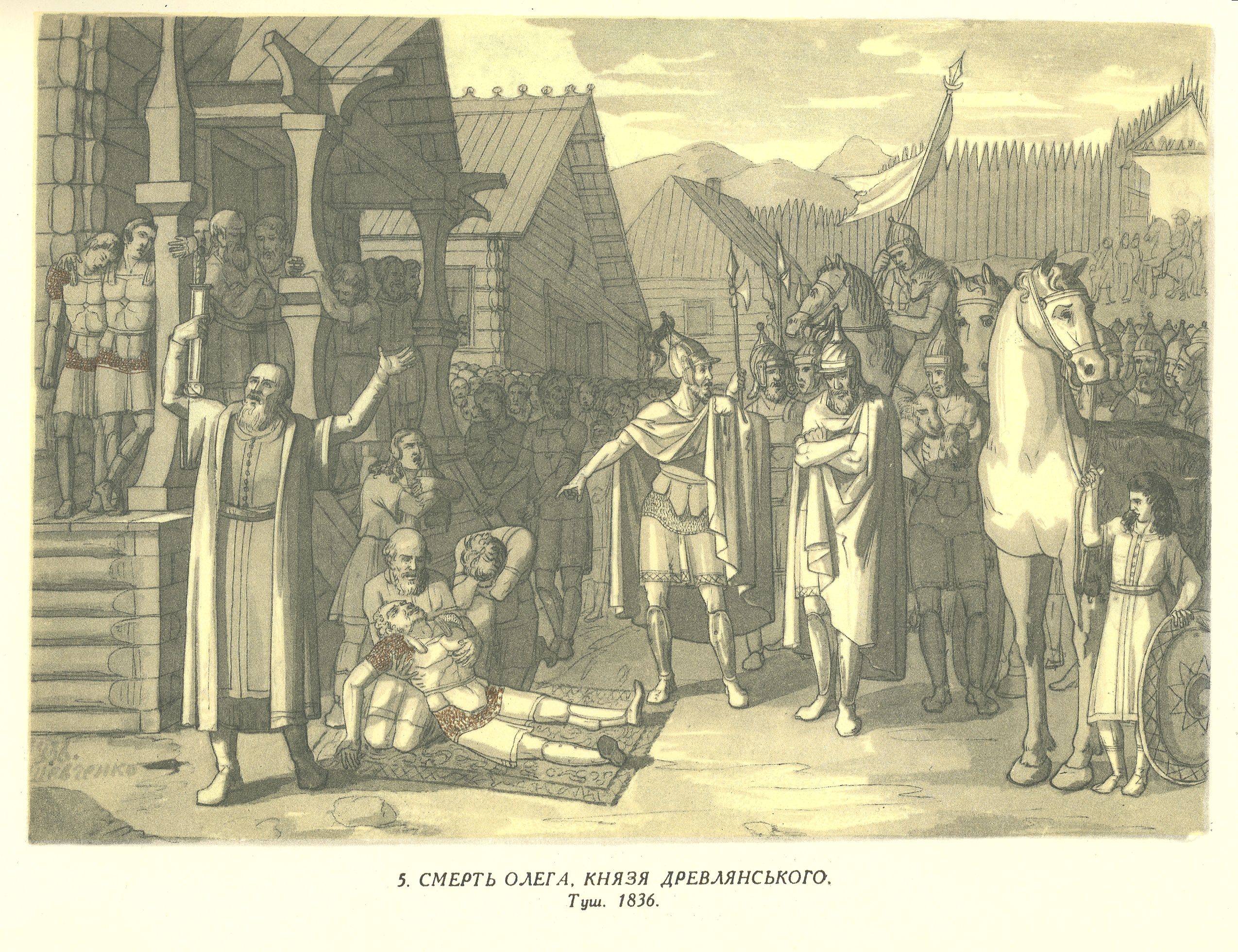
Смерть Олега Святославича. Малюнок Тараса Шевченка

- Через міжусобицю в Київській Русі при облозі Вручія князем київським Ярополком Святославичем загинув древлянський князь Олег Святославич. Третій брат, Володимир, утік у Скандинавію.
- Утікаючи з візантійського полону загинув болгарський цар Борис II. Царем Болгарії став формально його брат Роман, хоча правління ще незалежною західною частиною Болгарії тримав у своїх руках Самуїл.
- Імператор Священної Римської імперії Оттон II Рудий придушив бунт трьох Генріхів. Генріх II Баварський Сварливий знову опинився у в'язниці, Генріха Каринтійського заслано.

## Померли
- Ярополк Святославич, підмовлений Свенельдом, пішов війною на свого брата Олега Деревлянського, в результаті якої останній загинув.
- Остання згадка в Літописі про воєводу Свенельда, можливо цього року він помер.